# Melissa Walker
Melissa Walker (* 3. Juli 1964 in Edmonton, Alberta) ist eine US-amerikanische Jazzsängerin.
Walker sang mit ihren Schwestern in Soulgruppen und studierte dann bis zur Promotion Jura, Management und Afrikastudien an der Brown University. Ende der 1980er Jahre nahm sie Unterricht bei Ronnie Wells, Ron Ellison, Norman Simmons und der Stimmbildnerin Yvonne Hachet. Sie trat gelegentlich in Jazzclubs auf, blieb aber bis Mitte der 1990er Jahre Amateursängerin. 1993 erschien ihr Debütalbum Little Wishes. Mit Wynton Marsalis und dessen Orchester trat sie im Lincoln Center auf und sang dann auch auf internationalen Festivals, wie dem JazzFest Berlin oder dem North Sea Jazz Festival. Mit Gary Bartz und ihrem Mann, dem Trompeter Terell Stafford, nahm sie 1997 für Enja das Album „May I Feel“ auf. 2001 war sie mit Ray Brown auf Europatournee, in Japan mit Sadao Watanabe. Auf ihrem erfolgreichsten Album I Saw the Sky (2001) waren Kenny Barron und Makoto Ozone als Gäste dabei.
2009 erschien beim Label Sunnyside ihr bislang (2022) letztes Album In the Middle of It All. Laut CD-Text litt die Sängerin ab 2003 unter einer lang anhaltenden Stimmerkrankung.
Die Sängerin schreibt auch Texte zu Titeln, etwa zu John Coltranes „Equinox“.

## Lexigraphische Einträge
- Martin Kunzler: Jazz-Lexikon. Band 2: M–Z (= rororo-Sachbuch. Bd. 16513). 2. Auflage. Rowohlt, Reinbek bei Hamburg 2004, ISBN 3-499-16513-9.